# Cuzcatlan

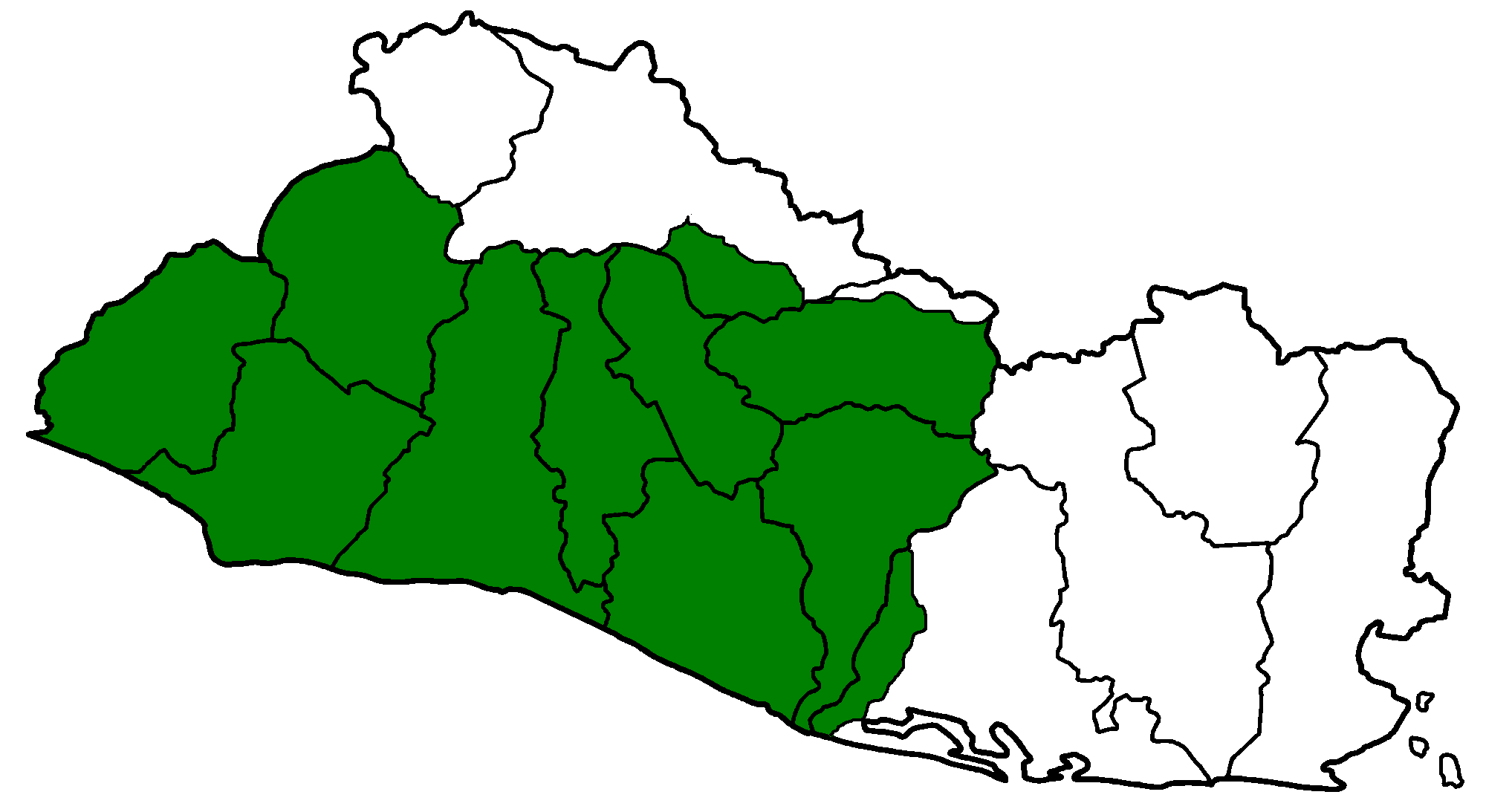
Gebiet der Herrschaft von Kuskatan (Cuzcatlan)

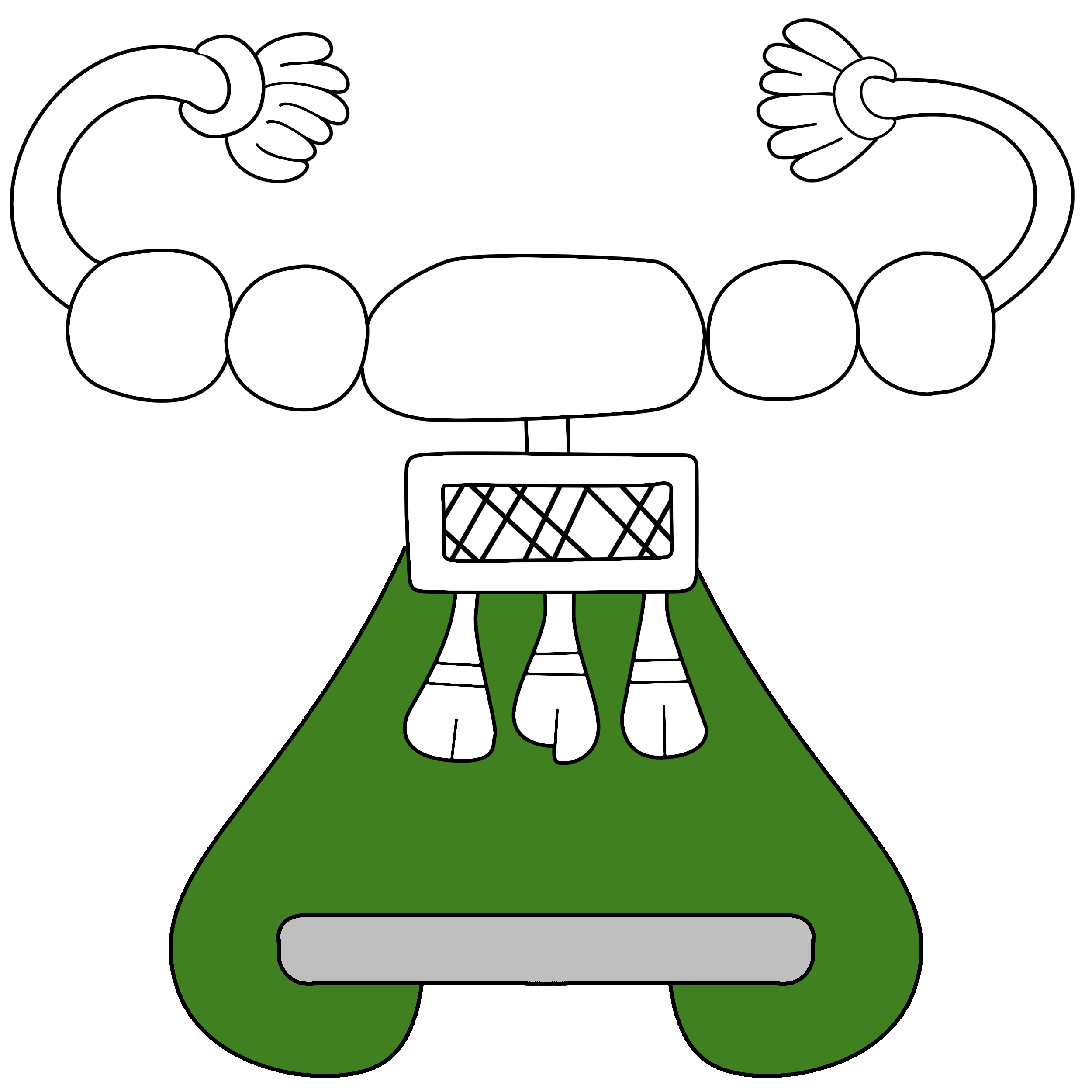
Glyphe von Kuskatan (Cuzcatlan)

Cuzcatlan (Nawat Tekuyut Kuskatan, Nahuatl Tēucyōtl Cōzcatlān, spanisch Señorío de Cuzcatlán) war ein Staat der zu den Nahua gehörenden Pipil. Das Gebiet lag im heutigen westlichen El Salvador und bestand von ungefähr 1200 bis zur Eroberung durch die Spanier 1528.

## Geschichte
Nach der Überlieferung geht das Volk der Pipil auf die Tolteken zurück, die ihre vorherige Heimat Tollan unter der Führung ihres Königs Cē Acatl Tōpīltzin Quetzalcōātl in der zweiten Hälfte des 10. Jahrhunderts verließen und um das Jahr 1054 die Stadt Cuzcatlan (Kuskatan) gründeten. Archäologische Funde in Antiguo Cuzcatlan und Izalco deuten allerdings darauf hin, dass die Pipil-Kultur im Gebiet von El Salvador bereits vor dem Jahr 900 bestand, die Einwanderung der Nahua in dieses Gebiet also bereits vor der Toltekenherrschaft in Chichén Itzá (in Yucatán) stattfand.
Bei ihrer Landnahme zerstörten die Nahua eine Reihe von Städten, während andere, darunter Tehuacán und die verbündeten Städte Chalchuapa und Cihuatán, ihnen die Tore öffneten. Mit der Zeit nahmen diese Städte die Nawat-Sprache und Kultur an.
Gab es zunächst noch eine Reihe selbständiger Pipil-Staaten, so wurden diese um das Jahr 1200 unter der Vorherrschaft Cuzcatlans vereinigt.
Im 15. Jahrhundert gab es einen Krieg der Pipil an der Seite der Tzutujil gegen die Quiché und Cakchiquel, in deren Verlauf der Militärführer Cuachimitzin Herr von Cuzcatlan wurde. Später wurde Cuachimitzin von den Priestern gestürzt und durch Tutecotzimit ersetzt. Dieser etablierte eine erbliche Monarchie und setzte seinen Sohn Pilguanzimit als Nachfolger und Heerführer ein. Die Pocomam im Gebiet der heutigen Departements Ahuachapán und Santa Ana mit der Hauptstadt Atiquizaya wurden zu dieser Zeit unterworfen.

## Ausdehnung
Die Herrschaft von Cuzcatlan umfasste ein Gebiet von etwa 10.000 km², das im Westen vom Río Paz, der heutigen Grenze El Salvadors mit Guatemala, und im Norden und Osten vom Río Lempa begrenzt wurde. Es umfasste die Fürstentümer (cacicazgos) von Cuzcatlan, Izalco, Apaneca, Ahuachapán, Guacotecti, Īxtēpetl, Apastepequer und Tehuacán. Die Gesamtbevölkerung gegen Ende der Herrschaft wird auf 350.000 Personen geschätzt.
Neben den dominierenden, nawatsprachigen Pipil lebten in der Herrschaft von Cuzcatlan Maya-Ethnien (Pocomam und Chortí), Lenca und Xinca.

## Regierungsform
Der Herr von Cuzcatlan und die Kaziken der tributpflichtigen Fürstentümer trugen den Titel Takateku (nahuatl tlācatecuhtli) oder Tatoni (nahuatl: tlahtoāni „Sprecher“). Der zweite Tatoni in der Regierung hieß Siwakuat (nahuatl: cihuacoōātl „Frau-Schlange“). Den Kaziken stand ein achtköpfiger Rat beiseite, genannt Tatoke. Vier Hauptleute übernahmen Ministeraufgaben und berieten sich mit den Priestern.
Nach dem Tod des Takateku übernahm dessen ältester Sohn die Nachfolge. Gab es keine Söhne, folgte der nächste männliche Verwandte. War der älteste Sohn noch ein Kind, hatte zunächst ein Bruder des Verstorbenen das Amt inne.

## Ende der Herrschaft von Cuzcatlan
Nach der Eroberung des Aztekenreichs überquerte Pedro de Alvarado am 6. Juni 1524 den Río Paz. Nach zwei Schlachten in Acaxual (8. Juni) und bei Tacuzcalco (13. Juni) erreichte er am 17. Juni 1524 die Stadt Cuzcatlan, die er jedoch nicht einnehmen konnte. Am 21. Juli zog er wieder ab.
1525 gründete Gonzalo de Alvarado unweit von Cuzcatlan die Stadt San Salvador, die er jedoch nach einem Aufstand wieder verlassen musste. Diego de Alvarado gründete die Stadt San Salvador 1528 zum zweiten Mal und zwang am 23. November 1528 Cuzcatlan zur Aufgabe. 1540 war das gesamte Gebiet der einstigen Herrschaft von Cuzcatlan unterworfen.
Das Ethnonym Pipil geht auf die Zeit der spanischen Eroberung zurück und stammt aus dem Nahuatl. Die tlaxcaltekischen, nahuatlsprachigen Bundesgenossen der Spanier konnten das Nawat der Bevölkerung Cuzcatlans verstehen. Es wird überliefert, dass die tlaxcaltekischen Soldaten die Sprache der Cuzcateken als „kindliche“ Form ihrer Sprache betrachteten und diese deshalb als „Kinder“ bezeichneten. Pipil wird zwar an einigen Stellen auch mit „Adliger“ übersetzt, was aber hier nicht die Bedeutung des Wortes ist: Pil bedeutet „klein“, Pipil „Kind, Knabe, Mädchen“.